# Cadulus californicus
Cadulus californicus är en blötdjursart som först beskrevs av Henry Augustus Pilsbry och Sharp 1898.  Cadulus californicus ingår i släktet Cadulus och familjen Gadilidae. Inga underarter finns listade i Catalogue of Life.